# Graveyard Classics
Graveyard Classics – pierwszy cover album amerykańskiej grupy muzycznej Six Feet Under. Wydawnictwo ukazało się 24 października 2000 roku nakładem wytwórni muzycznej Metal Blade Records. Na płycie znalazły się interpretacje kompozycji m.in. z repertuary takich zespołów jak: Black Sabbath, Accept, Exodus czy Savatage.

## Lista utworów
1. „Holocaust” (Savatage) – 4:39
2. „TNT” (AC/DC) – 3:29
3. „Sweet Leaf” (Black Sabbath) – 5:22
4. „Piranha” (Exodus) – 3:50
5. „Son of a Bitch” (Accept) – 3:39
6. „Stepping Stone” (The Monkees) – 2:39
7. „Confused” (Angel Witch) – 2:51
8. „California über Alles” (Dead Kennedys) – 3:40
9. „Smoke on the Water” (Deep Purple) – 5:24
10. „Blackout” (Scorpions) – 3:43
11. „Purple Haze” (Jimi Hendrix) – 2:52
12. „In League with Satan” (Venom) – 3:58